# Manfredo Fest
Manfredo Irmin Fest (Porto Alegre, 13 de maio de 1936 – Tampa Bay, 8 de outubro de 1999) foi um musico multi-instrumentista (pianista, organista, saxofonista), arranjador, compositor, jazzista brasileiro.
Além de líder de banda, Manfredo foi um dos fundadores do movimento bossa nova.

## Biografia
Manfredo nasceu em 1936, em Porto Alegre. Era de ascendência alemã: seu pai foi um pianista de concerto da Alemanha, que ensinou na Universidade Federal do Rio Grande do Sul. Como era cego, Fest aprendeu a ler em Braile. Com formação musical clássica, aos 17 anos se interessou pelas obras de George Shearing e Bill Evans. Quando era estudante universitário, passou a trabalhar tocando bossa nova em São Paulo.
Em 1961, Fest graduou-se em piano pela Universidade Federal do Rio Grande do Sul. Também aprendeu a tocar teclados e saxofone. Um ano mais tarde, começou sua carreira musical tocando em bares e clubes. Em 1963, Manfredo gravou seu primeiro LP, intitulado Bossa Nova, Nova Bossa. Neste álbum, tocou ao lado de Humberto Clayber (baixo), Antonio Pinheiro (bateria) e Hector Costita (saxofone e flauta).
Manfredo casou-se com a compositora Lili Fest, que tiveram como filho o guitarrista Phill Fest. Na década de 1970, viajou para os Estados Unidos, onde trabalhou com Sérgio Mendes. Seu álbum de estreia norte-americano Jungle Cat foi lançado em 1978. Manfredo Fest também fez parte de grupos notáveis, incluindo Béla Fleck and the Flecktones.

## Morte
Manfredo morreu em 8 de outubro de 1999, aos 63 anos, devido a uma insuficiência hepática, em Tampa, na Flórida, próximo à sua casa em Palm Harbor, onde morou por 12 anos.

## Homenagem
Em 13 de maio de 2022, Manfredo foi homenageado pelo Google com um Doodle.

## Discografia
| 1961 | Classicos Dos Boleros     |       |
| 1962 | Bossa Nova, Nova Bossa    | [ 1 ] |
| 1963 | Evolução                  | [ 1 ] |
| 1965 | Some people               | [ 1 ] |
| 1965 | Manfredo Fest Trio        | [ 1 ] |
| 1966 | Alma brasileira           | [ 1 ] |
| 1969 | Bossa Rio                 | [ 1 ] |
| 1970 | Alegria                   | [ 1 ] |
| 1972 | Bossa Rock Blues          | [ 1 ] |
| 1976 | Brazilian Dorian Dream    | [ 1 ] |
| 1978 | Manifestations            | [ 1 ] |
| 1987 | Braziliana                |       |
| 1989 | Jungle Cat                |       |
| 1992 | Manfredo Fest and Friends | [ 1 ] |
| 1994 | Oferenda                  | [ 1 ] |
| 1995 | Começar de Novo           | [ 1 ] |
| 1996 | Fascinating Rhythm        | [ 1 ] |
| 1997 | Amazonas                  | [ 1 ] |
| 1998 | Just Jobim                |       |